# Nos vemos en el camino
Nos vemos en el camino es el segundo álbum de estudio del grupo español El sueño de Morfeo. Este trabajo, que se publica el 17 de abril de 2007 en España, entra en el puesto número 2 de los cien discos más vendidos en España (convirtiéndose así en la publicación más exitosa del grupo hasta la fecha). El 20 de noviembre de 2007 se publica la reedición de Nos vemos en el camino, donde se incluyen dos duetos con el cantante italiano Nek y «Tu planeta particular», un tema inédito. También incluye un DVD que recoge los tres videoclips rodados por el grupo en 2007, dos canciones en directo de su último concierto en Madrid, los making of de los vídeos y una extensa galería de fotos hechas por los propios componentes de la banda. De las colaboraciones con Nek surgió la idea de lanzar el álbum al mercado italiano aunque el proyecto no terminó de fraguarse. Gracias a sus ventas, Nos vemos en el camino logró ser disco de oro, consagrando a la banda dentro del panorama musical español.

## Lista de canciones
| Edición estándar |                                        |          |  |
| N.º              | Título                                 | Duración |  |
| 1.               | «Nos vemos en el camino»               | 3:29     |  |
| 2.               | «Nada es suficiente»                   | 3:32     |  |
| 3.               | «Un túnel entre tú y yo»               | 3:23     |  |
| 4.               | «Para toda la vida»                    | 4:01     |  |
| 5.               | «Chocar»                               | 4:21     |  |
| 6.               | «Demasiado tarde»                      | 3:25     |  |
| 7.               | «En un rincón»                         | 3:34     |  |
| 8.               | «Ciudades perdidas»                    | 3:45     |  |
| 9.               | «Entérate ya»                          | 3:24     |  |
| 10.              | «No me dejes»                          | 3:54     |  |
| 11.              | «Dentro de ti»                         | 2:44     |  |
| 12.              | «Mi columna de opinión»                | 3:27     |  |
| 13.              | «Capítulo II»                          | 1:56     |  |
| 14.              | «Sonrisa especial (Versión acústica) » | 3:34     |  |

| Reedición |                                 |          |  |
| N.º       | Título                          | Duración |  |
| 15.       | «Chocar (Dueto con Nek)»        | 4:23     |  |
| 16.       | «Para ti sería (Dueto con Nek)» | 3:30     |  |
| 17.       | «Planeta particular»            | 3:06     |  |

## Posiciones y certificaciones

### Semanales
| País   | Ranking         | Primera semana | Posición de ingreso | Mejor posición | Semanas en la mejor posición | Semanas en el ranking | Última semana |
| ------ | --------------- | -------------- | ------------------- | -------------- | ---------------------------- | --------------------- | ------------- |
| Europa |                 |                |                     |                |                              |                       |               |
| España | Top 100 álbumes | -              | -                   | -              | -                            | 34                    | -             |

### Copias y certificaciones
| País   | Proveedor  | Año       | Certificación | Copias certificadas (según IFPI) | Lista Anual (según IFPI) | Ref.  |
| Europa |            |           |               |                                  |                          |       |
| España | Promusicae | 2007/2008 | Platino       | 80.000                           | 33                       | [ 6 ] |